# 高志林
高志林（1991年1月8日—），是中国足球运动员，目前效力于闽超联赛球队福州恒星。

## 职业生涯
高志林青训生涯是在成都谢菲联度过，2008/09赛季曾代表由成都谢菲联青年队和预备队球员组成的香港谢菲联参加香港甲级联赛。他在香港联赛中有5次出场记录。2009年曾代表四川全运队出战全运会。
2010年，高志林来到广州恒大青年队，并在2011赛季被提升至一线队。2011年5月4日，高志林在广州恒大主场3比2击败贵州智诚的足协杯的比赛获得首发机会，第一次代表广州队出场，而他的中超联赛首秀则是在6月12日广州恒大客场1比0击败天津泰达的比赛。8月6日，高志林第二次获得联赛出场机会，他在下半场替补姜宁出场并在第85分钟打进职业生涯的首个进球，帮助广州队4比0击败青岛中能。
2013年2月28日，高志林由广州恒大租借到中乙联赛球队梅州五华。2015年，高志林正式转会至梅州五华，並帮助球队成功升级到中甲联赛。2017年6月，高志林因“态度消极”被梅州五华下放至预备队，余下赛季未再出场。2018年1月，高志林自己证实已离队加盟上海申鑫队，但2月8日梅州五华发表声明称他仍有合同在身，他当赛季最终未能转会任何球队。
2019赛季，高志林以自由身加盟中乙球队福建天信，但翌年因球队欠薪离队，直至2020年11月加盟参加福建省足球协会超级联赛的业余球队福州恒星。他作为队中名气最大的球星，成功帮助球队夺冠冲上中冠联赛。